# Холодный, Николай Григорьевич
Никола́й Григо́рьевич Холо́дный (10 (22) июня 1882, Тамбов — 4 мая 1953, Киев) — учёный-биолог, мыслитель. Работал в области физиологии, анатомии и экологии растений, микробиологии и почвоведения. В области физиологии разработал фитогормональную теорию тропизмов (известна под названием теории Холодного — Вента), объясняющую ростовые движения растений.

## Биография
Родился в семье учителя Тамбовской мужской гимназии.
В 1886 году семья Холодных переехала в Воронеж. В 1892 году он поступил в Воронежскую гимназию, но проучился там только один год. В 1893 году его отец был переведён в г. Новочеркасск на должность директора гимназии. В этой гимназии он и продолжил своё дальнейшее обучение. Уже в гимназические годы у Николая проявился интерес к естествознанию и всё свободное время он отдавал чтению естественнонаучной литературы и наблюдениям в природе.
По окончании гимназии в 1900 году поступил на естественное отделение физико-математического факультета Киевского университета. На 3 курсе он избрал своей специальностью физиологию растений, но одновременно с интересом занимался изучением истории философии. По окончании университета в 1907 году он был оставлен в качестве ассистента кафедры физиологии растений. Летом 1907 года с целью изучения природы он путешествовал по Крыму, а в 1908 и 1909 годах выезжал за границу, посетил Берлин, Париж, Цюрих, Страсбург, Мюнхен, Вену, Савойю и Тироль, знакомился с научными учреждениями и музеями, совершил экскурсии в Альпы.
В 1910—1912 гг. сдал магистерские экзамены, в программу которых тогда входили все ботанические дисциплины. Летом 1911 года он вместе со студентами — членами кружка испытателей природы — путешествовал по Уралу.
В 1912 году начал читать в Киевском университете курс микробиологии и вести практические занятия, а в 1916 году — курс физиологии растений. В январе 1918 года он был утверждён доцентом университета.
В 1919 году защитил в Киевском университете магистерскую диссертацию на тему «О влиянии металлических ионов на процессы раздражимости у растений». В этом же году ему было присвоено учёное звание профессора Киевских высших женских курсов, на которых он преподавал ботанику с 1914 года.
В 1919 году Н. Г. Холодный начал работать на Днепровской биологической станции «Гористое», где на протяжении многих лет им было выполнено свыше 40 научных исследований на разнообразные темы. Одновременно он заведовал кафедрой физиологии растений в Киевском университете и преподавал там физиологию, анатомию растений и микробиологию.
В 1920 г. был принят научным сотрудником в Украинскую Академию наук. В 1926 году за монографию о железобактериях ему была присуждена учёная степень доктора ботаники без защиты диссертации. Монография получила высокую оценку со стороны видных отечественных микробиологов — С. Н. Виноградского, В. Л. Омелянского, Д. К. Заболотного.
В 1925 году избран членом-корреспондентом Академии наук Украины, а с 29.06.1929 году действительным членом по специальности сельскохозяйственные науки.
В 1933 году назначен редактором журнала Института ботаники Академии наук Украины.
Во время Великой Отечественной войны Н. Г. Холодный работал в Краснодаре во Всесоюзном научно-исследовательском институте табаководства, затем в Сочи в дендрарии и опытной станции НКЗ СССР, а с 1942 года в Ереване и в Кировоканском отделе Ереванского ботанического сада, где продолжал проводить экспериментальные работы. В 1945 году он возвратился в Киев, но за годы оккупации в городе погибли все рукописи учёного, переписка и большая коллекция препаратов.
В послевоенные годы каждую зиму, в связи с плохим состоянием здоровья, Николай Григорьевич уезжал в Сочи, а летом проводил большие научно-исследовательские работы в «Гористом» — ставил эксперименты и проводил наблюдения в природе. Он по-прежнему много экскурсировал.
В 1953 году у него обострилось заболевание сердца и 4 мая 1953 года он скончался в Киеве.

## Научная деятельность
У Николая Григорьевича Холодного было много последователей и учеников, он оставил более 200 научных работ. Большинство трудов относится к физиологии растений, кроме того ему принадлежат интересные исследования в области экологии растений, микробиологии и почвоведения.
Холодный Н.Г — основоположник фитогормональной теории тропизмов, объясняющей ростовые движения растений. Им было установлено, что увеличенные дозы ауксина тормозят рост корня или вовсе прекращают его, причём в зоне роста появляется утолщение. Это позволило наметить пути борьбы с сорняками с помощью определённых синтетических веществ. Почти одновременно и независимо от Холодного аналогичные идеи высказал и обосновал экспериментальные данные голландский фитофизиолог Ф. Вент (1928). В мире известна как гипотеза Холодного — Вента.
Ещё одним важным вкладом Холодного в науку была разработка проблемы летучих органических соединений атмосферы и выяснение их биологической роли.
Холодный Н. Г. проводил опыты по искусственной стимуляции развития растений, которую сейчас широко применяют в сельскохозяйственной практике во всём мире. Большую ценность представляют его исследования по морфологии и физиологии железобактерий.
Он также занимался экологическими исследованиями, исследованиями в области почвоведения. Предложил новые методы учёта количества почвенных бактерий. Разрабатывал общебиологические вопросы — возникновения жизни на Земле, эволюционной теории, истории науки.

### Теория геотропизма
Холодный Н. Г. начинал путь в науке изучением тропизмов растений, и это в значительной степени определило главное направление его исследований. Первым обобщением многолетних экспериментов стала физико-химическая теория геотропизма, которую он рассматривал как полезную рабочую гипотезу. Суть её такова. Сила притяжения, действуя на растительный орган, вызывает в протоплазме его клеток особый характер распределения в них крупных коллоидных частиц протоплазмы, которые несут электрический заряд. Вследствие этого в клетке возникает электродвижущая сила, она направлена параллельно направлению действия силы тяжести и вызывает передвижение катионов в клетке. В результате этого возникают изменения в соотношениях концентраций одно- и двухвалентных ионов в протоплазме верхней и нижней частей клетки, что обусловливает увеличение или уменьшение проницаемости протоплазмы. С разной проницаемостью связано и различное поступления в отдельные участки протоплазмы пластических веществ, а от этого зависит активность роста клеточной оболочки на противоположных сторонах клетки. Сумма таких клеточных эффектов проявляется в направленности геотропичного изгиба растительного органа.
В 1918—1923 гг. разные авторы предложили и другие ионные или электрические гипотезы геотропизма. Гипотеза Н. Г. Холодного была первой в этом плане, хронологически предшествовала им. Её автор вместе с тем видел недостаточную экспериментальную обоснованность её положений, осознавал необходимость дальнейшей работы над этой проблемой.

### Учение о фитогормонах
Дальнейшим развитием его исследований стало учение о фитогормонах — это была тогда новая, почти неисследованная область явлений. Значительную часть фитогормональных исследований Н. Г. Холодный провёл на Старосельской биологической станции. Исследования 1924—1926 гг. дали М. Г. Холодному экспериментальные основы для формулирования новой, уже гормональной, гипотезы геотропизма. В ней высказывалось предположение, что при горизонтальном положении корня или стебля ростовой гормон распределяется в них неравномерно, в большем количестве он сосредотачивается в клетках нижней стороны органа. В стебле и других негативно геотропичних органах это вызывает усиление роста нижней стороны и как следствие этого негативный геотропичный изгиб. Повышение содержания гормона в клетках нижней стороны корня вызывает здесь торможение роста, в результате чего происходит изгиб корня вниз (положительный геотропизм). Развивая свои представления, М. Г. Холодный распространил их на явления фототропизма (1927).

### Гормональная теория тропизмов
На это же время приходится и его попытка предложить общую теорию тропизмов, которая уже основывалась на представлениях о важной роли ростового гормона в этих явлениях. Почти одновременно и независимо от Н. Г. Холодного аналогичные идеи высказал и обосновал экспериментальные данные голландский фитофизиолог Ф. Вент (1928). Гипотеза Холодного — Вента довольно быстро находила признание у большинства фитофизиологов, постепенно превращалась в гормональную теорию тропизмов. В целом она не вызвала серьёзных возражений, споры возникали преимущественно на почве различной интерпретации некоторых экспериментальных данных, на которых она базировалась. Создатели же её продолжали работать над укреплением её фундамента новыми экспериментальными данными, над выяснением механизма передвижения гормона роста под действием электрофизиологической поляризации тканей.
О роли гормонов в тропизме Н. Г. Холодный опубликовал около 40 работ. В середине 1930-х годов гормональная теория тропизмов стала общепризнанной. Можно назвать три основных факта, экспериментально установленных Н. Г. Холодным, Ф. Вентом и другими исследователями:
- электрофизиологическая поляризация тканей органов растения под направленным действием внешних факторов (гравитации, света);
- неравномерное распределение в тканях ростового гормона, обусловленного электрополяризацией;
- неодинаковое реагирование растущих тканей различных органов растения на действие растворов ростового гормона одной и той же концентрации.

Разработку гормональной теории тропизмов и установление факта огромной роли фитогормонов в росте растений Н. Г. Холодный считал первым и наиболее существенным результатом своих исследований по физиологии гормональных явлений у растений. Огромную заслугу Н. Г. Холодного в развитии учения о гормонах растений в целом признавали все учёные. Он по праву считается основателем и вдохновителем разработки учения о фитогормонах. Обобщением его многолетних исследований по этой проблеме стала монография «Фитогормоны» (1939).

### Роль летучих органических соединений атмосферы
Следующим важным вкладом в науку Н. Г. Холодного была разработка проблемы летучих органических соединений атмосферы и выяснение их биологической роли. По ней он опубликовал 18 работ. Исследования Н. Г. Холодного показали, что летучие органические соединения, которые выделяются в атмосферу растительностью Земли, не рассеиваются бесследно. Основная их масса, очевидно, поглощается почвой и используется его микробным населением. Таким образом было обнаружено ещё одно звено в сложной цепи явлений круговорота веществ в биосфере, обусловленную жизнедеятельностью организмов, которые её населяют. Н. Г. Холодный акцентировал внимание на том, что именно газовая оболочка Земли, точнее её тропосфера, представляет собой ту «питательную среду», из которой организмы берут почти все необходимые для жизни вещества. Эти идеи уместно коррелировали с идеями его многолетнего корреспондента академика В. И. Вернадского о двустороннем характере связи между атмосферой Земли и её биосферой.
Своими исследованиями Н. Г. Холодный значительно расширил знания о фитогенных и прочих органических компонентах атмосферы. Он доказал, что эти вещества могут усваиваться многими микроорганизмами почвы и при определённых условиях служить для них дополнительным источником углеродного питания. Он внёс значительный вклад в разработку методик исследования микробного населения почв и водоёмов, в развитие экологического направления в микробиологии. Ему принадлежат оригинальные представления о возникновении органических веществ на Земле абиогенным путём. Он обогатил интересными идеями и экспериментальным материалом немало разделов современной биологии. Н. Г. Холодный и В. И. Вернадский наметили программу исследований воздушных витаминов, о которой Вернадский писал: «… такое исследование должно иметь большое значение для медицины, метеорологии и особенно биохимии, потому что разнообразие газовых минералов в тропосфере должно исчисляться тысячами видов».

## Награды
- Орден Ленина (2 октября 1944) — за выдающиеся заслуги в области развития советской науки, культуры и техники, за воспитание высококвалифицированных кадров научных работников, в связи с 25-летием со основания Академии Наук УССР

## Память
В 1971 году Институту ботаники Академии наук УССР присвоено имя Н. Г. Холодного.
В 1972 г. в Академии наук УССР учреждена премия имени Н. Г. Холодного, которая присуждается за выдающиеся работы в области ботаники и физиологии растений.

## Статьи и книги
- Холодный Н. Г. Мысли дарвиниста о природе и человеке. — 1944.
- Холодный Н. Г. Мысли натуралиста о природе и человеке. — 1947.
- Холодный Н. Г. К проблеме возникновения и развития жизни на Земле. — 1945. Архивировано из оригинала 29 января 2005 года.